# Командно-штабна академија Копнене војске ЈНА
Командно-штабна академија Копнене војске ЈНА је била високошколска наставна и научна установа Југословенска народне армије (ЈНА) у саставу Центра високих војних школа ЈНА Маршал Тито у Београду.
Командно-штабна академија је основана 1971. године од Више војне академије. У Командно-штабној академији се школовао старјешински кадар родова и служби Копнене војске ЈНА за дужност команданта батаљона (дивизиона) и друге штабне дужности тог нивоа. Школовање официра родова је трајало двије године, а официра служби једну годину. Заједничко школовање је трајало 1/2 до 3/4 времена, а по смјеровима (родовима) 1/4 до 1/2 времена.